# Amauris luxuriosa
Amauris luxuriosa är en fjärilsart som beskrevs av Talbot 1940. Amauris luxuriosa ingår i släktet Amauris och familjen praktfjärilar. Inga underarter finns listade i Catalogue of Life.